# Avitta surrigens
Avitta surrigens är en fjärilsart som beskrevs av Walker 1864. Avitta surrigens ingår i släktet Avitta och familjen nattflyn. Inga underarter finns listade i Catalogue of Life.